# Kamie Crawford
Kameran Crawford dit Kamie, née le 25 octobre 1992 à Cleveland, Ohio, est une animatrice de télévision et lauréate d'un concours de beauté qui a été couronnée Miss Teen USA 2010 le 24 juillet 2010 à l'Atlantis Paradise Island Resort aux Bahamas. Après avoir été couronné, Crawford a remporté une bourse de 100 000 $, des voyages, des vêtements et a pu partager un appartement à New York avec Donald Trump et avec les autres détentrices de titres, Ximena Navarrete (Miss Univers) et Rima Fakih, (Miss USA) pendant un an.

## Carrière

### Apparat
Crawford a remporté le titre Miss Maryland Teen USA 2010 le 1er novembre 2009, participant à son premier concours. Crawford a passé 5 mois à s'entraîner pour le concours Miss Maryland Teen USA et a décidé d'entrer après une discussion avec son amie. « J'ai décidé de participer au concours Miss Maryland Teen USA après qu'une amie, qui avait concouru deux ans avant moi, m'ait encouragée à participer. Elle pensait que j'aurais du succès et que je m'amuserais. Après avoir remporté le concours d'État, le gagnant représente l'État au concours national, Miss Teen USA », a-t-elle déclaré. Elle a également remporté le prix Miss Photogenic. Elle avait été formée par Lauren Merola, Miss Pennsylvanie USA 2008.
Le 24 juillet 2010, Crawford a représenté le Maryland au concours Miss Teen USA 2010 où elle est entrée dans l'histoire en étant la première candidate du Maryland à remporter le titre. Crawford était le quatrième afro-américain à remporter le titre de Miss Teen USA après Janel Bishop en 1991, Ashley Coleman en 1999 et Marissa Whitley en 2001, ainsi que le troisième hispanique à remporter le titre après Charlotte Lopez en 1993 et Hilary Cruz en 2007. 

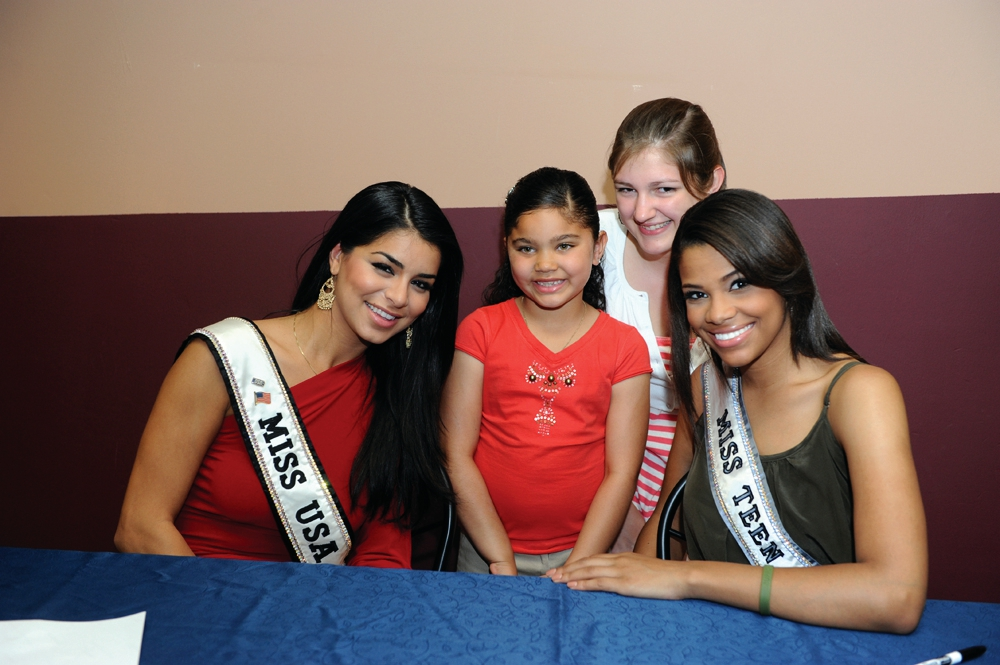
Les enfants de militaires posent avec Rima Fakih et Kamie Crawford lors d'une rencontre le 28 mai 2011.

Les participantes au concours Miss Teen USA 2010 de 50 États et du District de Columbia ont concouru dans trois catégories : maillot de bain, robe de soirée et interviewe pendant le concours. Le concours a été co-organisé par Entertainment Buzz de NBC, Seth Goldman et Miss USA 2008, Crystle Stewart et diffusé en direct sur le Web à un public mondial sur Miss Teen USA et Seventeen[source insuffisante]. Le panel de juges comprenait : Chuck LaBella, producteur nommé aux Emmy Awards associé à des émissions telles que « The Celebrity Apprentice » et « Last Comic Standing » ; Fred Nelson, président de People's Choice et supervise les People's Choice Awards ; Michelle Malcolm, présidente de Michelle Malcolm and Associates et productrice du concours de beauté Miss Bahamas ; Chet Buchanan, personnalité de la radio et de la télévision, créateur et animateur de l'émission de radio la mieux notée de Las Vegas « Chet Buchanan & The Morning Zoo » ; Heather Kerzner, ambassadrice de Kerzner International et Eva Chen, directrice beauté et santé, Teen Vogue.

## Télévision
Tout au long de l’année 2019, elle a fait partie d'un panel d'hôtes pour la deuxième partie de la saison 7 de la série télévisée Catfish, avec la chanteuse Elle King, l'athlète de basket-ball Nick Young, l'actrice Kimiko Glenn ou encore le mannequin Slick Woods, après le départ de Max Joseph de la série. 
En 2020, elle devient la co-animatrice permanente de la série MTV.

## Vie privée
Kamie est la fille de Victor et Carla Crawford et est l'aînée de cinq filles, Victoria, Karynton, et des jumeaux, Kenadi et Kendal. Elle est d'origine diverse, qui comprend des ancêtres jamaïcains, allemands, anglais, cubains, indiens et afro-américains. Elle parle couramment trois langues, dont l'espagnol et le créole.
Kamie est diplômée de l'école secondaire Winston Churchill à Potomac, dans le Maryland en 2010, où elle était capitaine de l'équipe de pom-pom girls de l'université. Avant de remporter Miss Teen USA, elle a été sélectionnée dans le programme médical de la Congressional Student Leadership Conference à l'Université de Georgetown. En septembre 2010, Crawford s'est inscrit à des cours à la New York Film Academy tout en suivant des cours de base dans un collège local. Elle est diplômée de l'Université Fordham en 2015 et a commencé une carrière dans la télévision et l'hébergement. Kamie a signé avec JAG Models en 2013,,.